# اتفاق الخليل

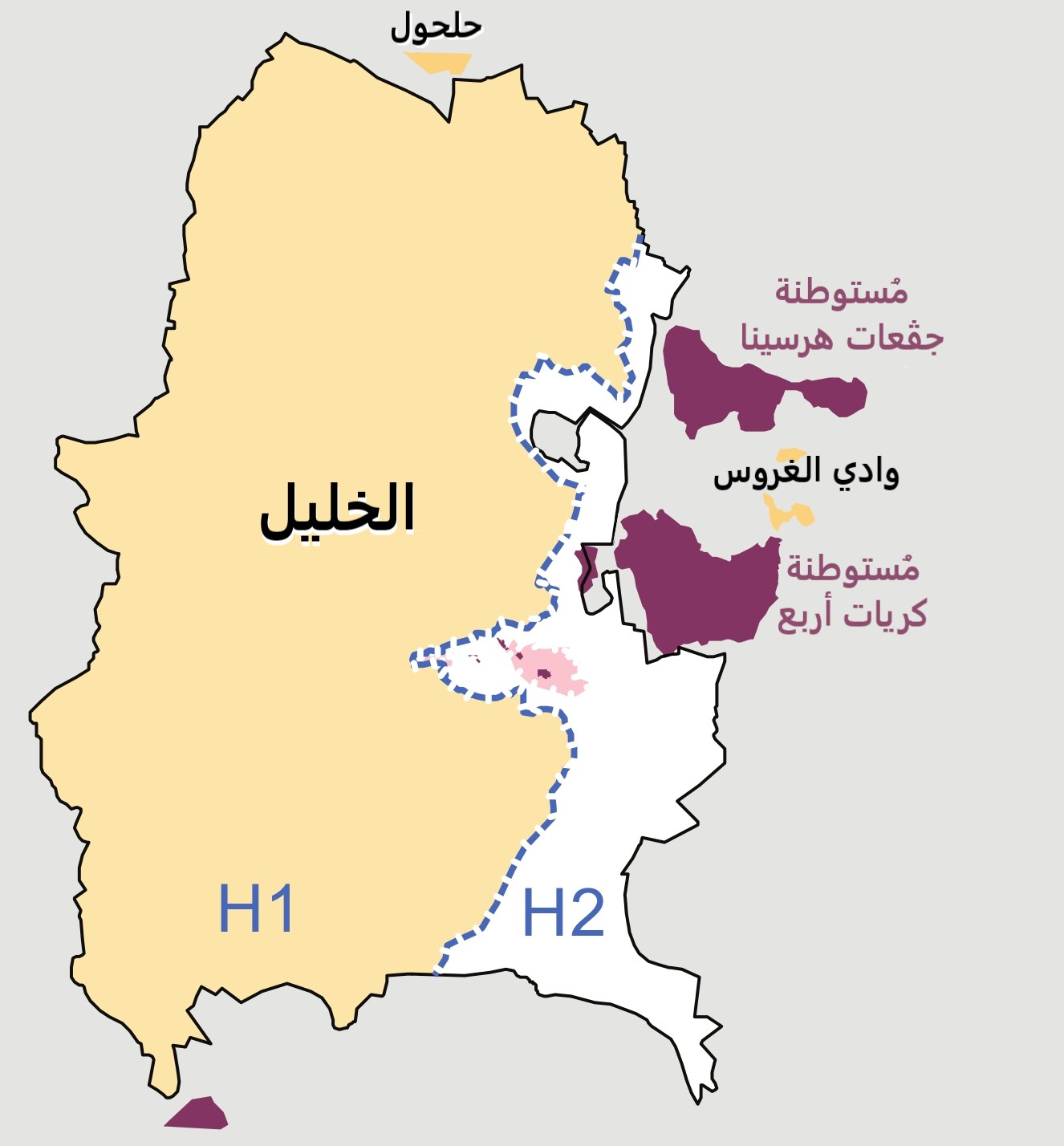
رسم توضيحي لمناطق H1 وH2 والمستوطنات الإسرائيلية المجاورة

بروتوكول الخليل أو اتفاق الخليل هو بروتوكول تم بين منظمة التحرير الفلسطينية والحكومة الإسرائيلية بتاريخ 15 يناير (كانون الثاني) 1997، وذلك بهدف إعادة انتشار القوات الإسرائيلية في مدينة الخليل، أعقب ذلك تقسيم مدينة الخليل إلى منطقتين: منطقة هـ1 (H1) والتي تشكل 80% من المساحة الكلية لمدينة الخليل وتخضع للسيطرة الفلسطينية. ومنطقة هـ2 (H2)، وتشكل 20% من مساحة الخليل بقيت تحت السيطرة الأمنية الإسرائيلية فيما نقلت الصلاحيات المدنية للسلطة الفلسطينية.

## بنود البروتوكول
احتوى الاتفاق على 23 بندًا، وكان أبرز ما جاء فيها:
- تقسيم الخليل إلى منطقتين (هـ1) و(هـ2)، حيث يتولى البوليس الفلسطيني مسؤولياته في منطقة (هـ 1)، وتحتفظ إسرائيل بجميع المسؤوليات والصلاحيات للنظام العام والأمن الداخلي في منطقة (هـ 2) وبالإضافة ستستمر في تحمل مسؤولية الأمن العام للإسرائيليين.
- الوجود الدولي المؤقت في الخليل، ويحدد الطرفان طرق عمل هذه الوحدات بما في ذلك العدد ومنطقة العمل.
- تأكيد الطرف الفلسطيني على التزامه بمكافحة ما يُسمّى بالإرهاب ومنع العنف، وتعزيز التعاون الأمني بين المنظمة الفلسطينية وإسرائيل ومنع التحريض والدعاية المعادية، وتوقيف ما يُسمّون بالإرهابيين ومحاكمتهم ومعاقبتهم.

## وصلات خارجية
- خريطة الخليل بعد التقسيم إلى منطقتين عقب بروتوكول الخليل